# Anni 1030
Gli anni 1030 sono il decennio che comprende gli anni dal 1030 al 1039 inclusi.

## Eventi, invenzioni e scoperte
- Formazione del Monte Ilice

## Personaggi
- Godwin, duca del Wessex